# Massagris separata
Massagris separata is een spinnensoort in de taxonomische indeling van de springspinnen (Salticidae).
Het dier behoort tot het geslacht Massagris. De wetenschappelijke naam van de soort werd voor het eerst geldig gepubliceerd in 1993 door Wanda Wesołowska.